# Juan Pablo Rochi
Juan Pablo Rochi (n. 14 de abril de 1978 en Inriville, Córdoba) es un exfutbolista argentino. Jugó de lateral izquierdo. Su Último club fue Club Deportivo Morón.

## Clubes
| Club                     | País      | Año       |
| ------------------------ | --------- | --------- |
| Rosario Central          | Argentina | 1997-2000 |
| Los Andes                | Argentina | 2000-2001 |
| Sociedad Deportivo Quito | Ecuador   | 2001      |
| Atlético Racing          | Argentina | 2002-2004 |
| Deportivo Espoli         | Ecuador   | 2004      |
| Atlético Central Córdoba | Argentina | 2005-2006 |
| Deportivo Moron          | Argentina | 2006-2008 |
| Defensores De Belgrano   | Argentina | 2008-2010 |
| Deportivo Moron          | Argentina | 2010-2012 |

- Datos: Q5951850